# Luise von Martens
Luise Henriette von Martens (* 15. Januar 1828 in Stuttgart; † 16. September 1894 ebenda) war eine württembergische Malerin und Zeichnerin.

## Leben und Werk

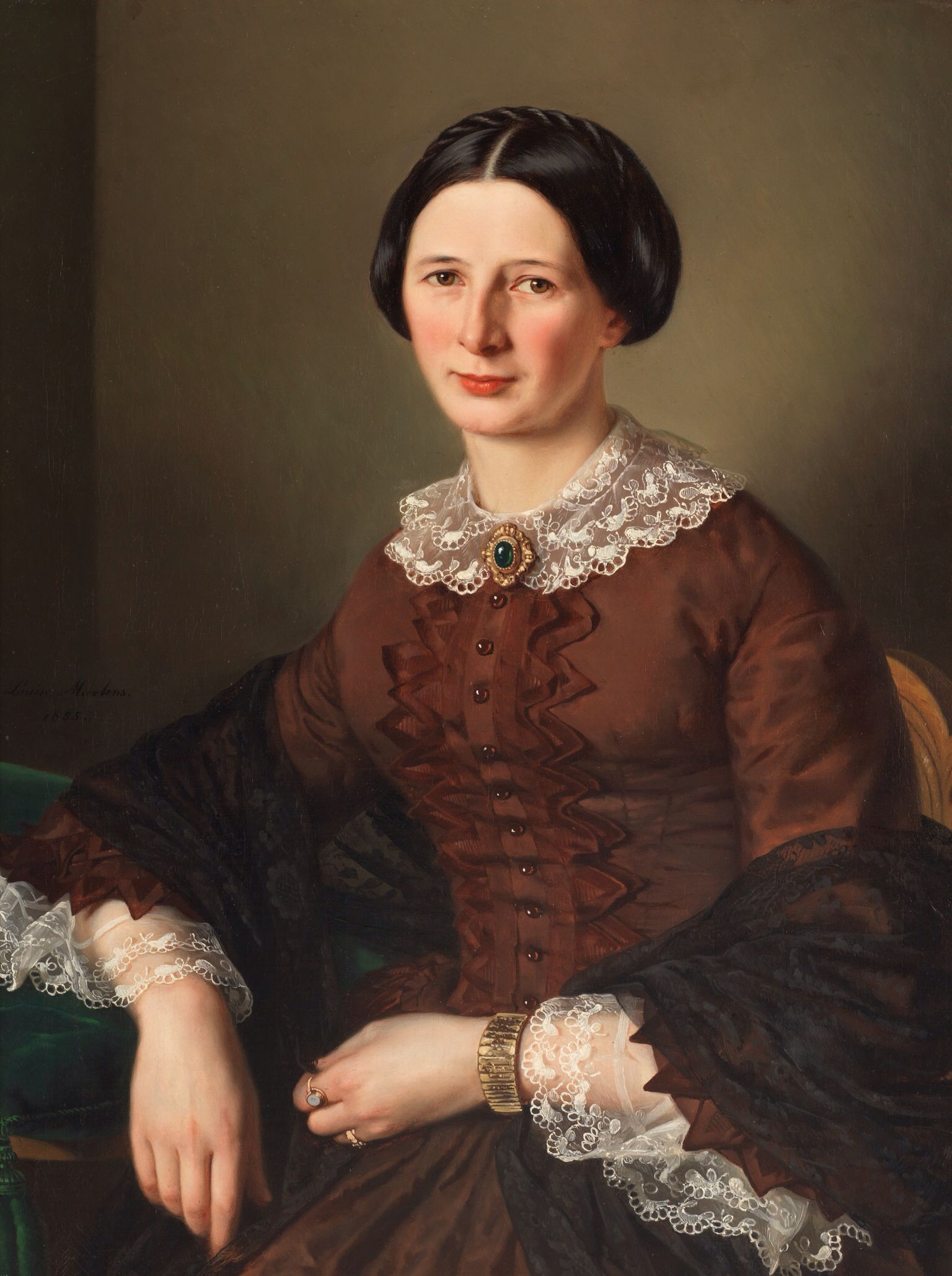
Luise von Martens: Bildnis einer Dame (Öl auf Leinen, 1855)

Von Martens war die Tochter des Naturforschers Georg von Martens und eine Schwester des Zoologen Eduard von Martens.
Sie studierte in Düsseldorf bei Karl Ferdinand Sohn, wohl zusammen mit Emma Neussel, später verheiratete Emma Elwin, die sie 1853 in Graphit porträtierte. Sie unternahm danach zahlreiche Auslandsreisen. Sie malte oder zeichnete Porträts und Figurenkompositionen, Landschaften, darunter städtische Landschaften und Stillleben. Sie starb unverheiratet.
Sie fertigte unter anderem ein Porträtbild ihres Vaters an, das aus ihrem Vermächtnis 1897 in die Gemäldesammlung des Königlichen Museums der bildenden Künste zu Stuttgart gelangte.